# Ancylorhynchus unifasciatus
Ancylorhynchus unifasciatus är en tvåvingeart som först beskrevs av Friedrich Hermann Loew 1858.  Ancylorhynchus unifasciatus ingår i släktet Ancylorhynchus och familjen rovflugor. Inga underarter finns listade i Catalogue of Life.